# يوليوس بول
يوليوس بول (بالألمانية: Julius Pohl)‏ هو عالم أدوية وعالم كيمياء حيوية ألماني، ولد في 1 نوفمبر 1861 في براغ في التشيك، وتوفي في 27 سبتمبر 1942 في Eimsbüttel (quarter) ‏ في ألمانيا.